# A Wizard of Earthsea
A Wizard of Earthsea (Brasil: O Feiticeiro de Terramar / Portugal: O Feiticeiro e a Sombra) é um romance de fantasia escrito por Ursula K. Le Guin e publicado pela primeira vez nos Estados Unidos em 1968 pela Parnassus Press. Considerado um clássico da literatura infantil e de fantasia, a história se passa no arquipélago ficcional de Terramar e acompanha o jovem feiticeiro Ged, nascido em um pequeno vilarejo na ilha de Gont. Ele demonstra deter grande poder ainda criança e por isso é enviado para uma escola de magia, mas sua natureza irritadiça o faz entrar em conflito com outro estudante. Um feitiço de Ged dá errado durante um duelo e ele libera uma criatura das sombras, com Ged partindo então em uma jornada para se libertar dessa criatura.
A Wizard of Earthsea costuma ser descrito academicamente como um bildungsroman, ou romance de formação, já que explora o processo de Ged para aprender a lidar com o seu poder e aceitar o conceito da morte. O romance também traz temas taoistas sobre um equilíbrio essencial no universo de Terramar, o qual feiticeiros supostamente devem manter, que está intimamente ligado à ideia de que linguagem e nomes possuem o poder de afetar o mundo material e alterar seu equilíbrio. A estrutura da história é similar a de um épico tradicional, embora críticos também descreveram diversas maneiras pelas quais A Wizard of Earthsea subverte este gênero, como trazendo um protagonista de pele escura em contraste com os heróis tipicamente de pele branca.
O romance foi muito bem avaliado pela crítica especializada, inicialmente como um trabalho de literatura infantil e posteriormente como obra destinada para um público geral. Tornou-se um título muito influente dentro do gênero de fantasia, sendo citado como inspiração por autores como Margaret Atwood e David Mitchell. Venceu no ano seguinte de sua publicação o Prêmio Boston Globe–Horn Book e foi um dos últimos recipientes do Prêmio Estante de Lewis Carroll em 1979. Le Guin posteriormente escreveu mais cinco livros se passando no mesmo universo que juntos são chamados de Ciclo Terramar: The Tombs of Atuan em 1971, The Farthest Shore em 1972, Tehanu em 1990, The Other Wind em 2001 e Tales from Earthsea também de 2001.

## Antecedentes

Le Guin em 1995

Os conceitos iniciais da ambientação de Terramar foram desenvolvidos por Ursula K. Le Guin nos contos "The Word of Unbinding" e "The Rule of Names", ambos publicados em 1964 na revista Fantastic. Estas histórias foram depois publicadas na antologia The Wind's Twelve Quarters em 1975. Terramar também foi usada de ambientação para um conto que a autora escreveu em 1965 ou 1966 e que nunca foi publicado. Herman Schein, editor da Parnassus Press e marido da ilustradora Ruth Robbins, pediu para Le Guin tentar escrever um livro "para crianças mais velhas", lhe concedendo liberdade total sobre o assunto e abordagem. Ela não tinha experiência alguma em literatura infantojuvenil, que tinha crescido em proeminência no final da década de 1960. Le Guin se inspirou em seus contos e começou a trabalhar em A Wizard of Earthsea. Ela afirmou que o livro era parcialmente uma resposta à imagem de feiticeiros como velhos e sábios, além de reflexões sobre de onde eles vem. A autora depois disse que escolheu o gênero de fantasia e o tema da transição à vida adulta tendo um público adolescente em mente.
Os dois contos publicados em 1964 apresentaram o mundo de Terramar e conceitos importantes presentes nele, como o tratamento da magia desenvolvido por Le Guin. "The Rule of Names" também apresentou o personagem Yevaud, um dragão que aparece brevemente em um capítulo de A Wizard of Earthsea. A representação de Terramar foi influenciada pela familiaridade de Le Guin com lendas ameríndias e também com mitologia nórdica. A acadêmica Donna White descreveu que o conhecimento de Le Guin sobre mitos e lendas, além do interesse de sua família em antropologia, lhe permitiu criar "culturas inteiras" para as várias ilhas de Terramar. A influencia da mitologia nórdica pode ser vista particularmente nos personagens kargineses, que são loiros, de olhos azuis e veneram dois deuses que são irmãos. A influência do pensamento taoísta é visível na ideia de um "equilíbrio" cósmico.

## Livro

### Ambientação
"Apenas no silêncio a palavra,
apenas nas trevas a luz,
apenas na morte a vida: 
o voo do falcão reluz
no céu límpido."

A Criação de Éa
Terramar é um arquipélago cujas ilhas foram levantadas do oceano por um ser chamado Segoy. O mundo é habitado tanto por humanos quanto por dragões, com a maioria dos humanos tendo algum dom mágico inato, com alguns sendo magos ou feiticeiros mais habilidosos. O mundo é mostrado como sendo baseado em um delicado equilíbrio que a maioria dos habitantes desconhece, mas que é abalado por alguém nos três primeiros livros da série. Terramar é uma sociedade pré-industrial e possui culturas diferentes dentro do amplo arquipélago. A maioria dos personagens são de povos hárdicos de pele escura e que povoam a maioria das ilhas. Quatro grandes ilhas orientais são habitadas pelo povo karginês de pele branca, que desprezam a magia e enxergam os hárdicos como feiticeiros malignos. Os kargineses, por sua vez, são considerados um povo bárbaro pelos hárdicos. As terras no Extremo Oeste do arquipélago são consideradas domínio de dragões.

### Sumário do enredo

Ilustração de Ruth Robbins para o capítulo10

O romance segue um jovem rapaz chamado Duny, apelidado de Gavião (Sparrowhawk, no original), nascido na ilha de Gont. Ao descobrir que o rapaz possui um grande poder inato, sua tia o ensina o pouco de mágica que conhece. Quando sua vila é atacada por invasores de Karg, Duny conjura uma neblina para esconder a vila e seus habitantes, permitindo-lhes expulsar os Kargs. Ao ter conhecimento disto, o poderoso mago Ogion assume Duny como seu aprendiz, dando a este seu nome verdadeiro: Ged. Ogion tenta instruir Ged acerca do "equilíbrio", a ideia de que a magia pode causar distúrbios na ordem natural do mundo se usada incorretamente. Contudo, numa tentativa de impressionar uma garota, Ged procura o grimório de Ogion e, por descuido, invoca uma sombra estranha, que tem de ser banida por Ogion. Sentindo a impulsividade de Ged e a impaciência deste com seus métodos vagarosos de ensino, Ogion o envia para a renomada escola de magos na ilha de Roke.
Na escola, as habilidades de Ged trazem-lhe a admiração até mesmo dos professores. Ele faz amizade com um estudante mais velho chamado Vetch, mas, via de regra, permanece distante de seus colegas. Outro estudante, Jasper, age desdenhosamente em relação a Ged e provoca a natureza orgulhosa deste. Depois que Jasper provoca Ged durante um festival, Ged o desafia para um duelo de magia. Ged lança um poderoso feitiço para invocar o espírito de uma lendário mulher já falecida, mas o feitiço dá errado e, ao invés disso, ele liberta uma criatura das sombras, que lhe ataca e fere seu rosto. O arquimago Nemmerle expulsa a sombra, mas isto custa-lhe a própria vida.
Ged passa vários meses convalescendo antes de continuar seus estudos. O novo arquimago, Gensher, descreve a sombra como um mal ancião que deseja possuir Ged, e avisa-lhe de que a criatura não possui nome. Eventualmente, Ged recebe seu bastão de mago, e passa a residir nas Noventa Ilhas, fornecendo aos aldeões proteção contra os dragões que apoderaram-se da ilha vizinha de Pendor e lá passaram a morar, mas Ged descobre que ele ainda está sendo perseguido pela sombra. Sabendo que não pode se proteger de ambas ameaças ao mesmo tempo, Ged navega até Pendor e aposta sua vida num palpite acerca do nome verdadeiro do dragão adulto. Quando este palpite se confirma, o dragão lhe oferece o nome da sombra, mas, em lugar disto, Ged faz o dragão prometer que nem ele, nem suas crias, jamais irão ameaçar o arquipélago.
Perseguido pela sombra, Ged foge para Osskill, tendo ouvido falar da pedra de Terrenon. Ele é atacado pela sombra, e quase não consegue escapar, conseguindo chegar à Corte de Terrenon. Serret, a dama do castelo, lhe mostra a pedra, e urge a Ged que fale a ela, afirmando que a pedra pode lhe dar conhecimento e poder infinitos. Percebendo que a pedra guarda um dos Poderes Antigos — seres anciões, poderosos e malévolos — Ged rejeita a proposta. Ele foge e é perseguido pelos lacaios da pedra, mas transforma-se num falcão e escapa.
Ged voa até Ogion em Gont. Diferente de Gensher, Ogion insiste que todas as criaturas possuem um nome e aconselha Ged a confrontar a sombra. Ogion mostra-se correto: quando Ged procura a sombra, ela foge dele. Ged a segue até um pequeno barco à vela; neste momento, ela o atrai até um nevoeiro onde o barco naufraga num arrecife. Ged recupera-se com a ajuda de um casal idoso isolado numa pequena ilha desde quando eram crianças; a mulher dá a Ged parte de um bracelete quebrado como presente. Ged conserta seu barco e continua sua perseguição da criatura até a Estrema Leste. Na ilha de Iffish, ele encontra seu amigo Vetch, que insiste em se juntar a ele. Eles viajam rumo ao leste, muito além das últimas terras conhecidas, antes de, finalmente, encontrarem a sombra. Nomeando-a com seu próprio nome, Ged se funde a ela e diz a Vetch, em júbilo, que está curado e inteiro.

### Publicação
A Wizard of Earthsea foi publicado pela primeira vez em 1968 pela Parnassus Press em Berkeley, um ano antes de The Left Hand of Darkness, romance de ficção científica de Le Guin que é considerado um divisor de águas. Foi uma conquista pessoal para Le Guin, já que representou sua primeira tentativa de escrever para crianças; anterior a isto, ela havia escrito apenas alguns poucos romances e contos. O livro também foi sua primeira tentativa de escrever fantasia ao invés de ficção científica. A Wizard of Earthsea foi o primeiro dos livros de Le Guin a receber vasta atenção da crítica, e tem sido descrito como seu trabalho mais conhecido, como parte da série Earthsea. O livro teve diversas edições, incluindo uma edição ilustrada da Folio Society lançada em 2015. Também foi traduzido para diversas línguas. Uma edição omnibus com todas as obras da série está planejada para ser lançada em 2018 no 50.° aniversário da publicação de A Wizard of Earthsea.
A princípio, Le Guin planejou que A Wizard of Earthsea seria um romance autônomo, mas decidiu escrever uma continuação depois de considerar os pontos não resolvidos no primeiro livro, e The Tombs of Atuan foi lançado em 1971. The Farthest Shore foi escrito como o terceiro volume depois de posteriores considerações e publicado em 1972. The Tombs of Atuan conta a história da tentativa de Ged de unificar o anel de Erreth Akbe, cuja metade está enterrada nas tumbas de Atuan nas terras de Karg, de onde ele deve roubá-la. Lá, ele conhece a sacerdotisa criança Tenar, na qual se foca o livro. Em The Farthest Shore, Ged, que já se tornou arquimago, tenta combater uma diminuição da magia por toda Terramar, acompanhado por Arren, um jovem príncipe. Os três primeiros livros são vistos como a "trilogia original"; em cada um, Ged é mostrado tentando curar algum desequilíbrio no mundo. Depois destes, vieram Tehanu (1990), Tales from Earthsea (2001) e The Other Wind (2001), os quais são, algumas vezes, referidos como a "segunda trilogia".

## Recepção

### Como literatura infantil
O reconhecimento inicial do livro veio de críticos de literatura infantil, entre os quais foi ovacionado. A Wizard of Earthsea foi recebido ainda mais positivamente no Reino Unido quando foi lançado em 1971, o que, de acordo com White, refletiu a admiração maior dos críticos britânicos sobre a literatura infantil de fantasia. Em sua coleção comentada Fantasy for Children (1975), a crítica britânica Naomi Lewis descreveu o livro da seguinte maneira: "[Não é] o livro mais fácil de ser folheado casulamente, mas os leitores que se empenharem irão se descobrir num dos mais importantes trabalhos de fantasia do nosso tempo." Da mesma forma, a acadêmica Margaret Esmonde escreveu em 1981 que "Le Guin tem enriquecido a literatura infantil com aquilo que pode ser sua melhor alta fantasia", enquanto que numa resenha para o Guardian da autora e jornalista Amanda Craig disse que se tratava do "romance infantil mais emocionante, sábio e belo de todos os tempos, [escrito] numa prosa tesa e limpa como uma vela de barco." Discutindo o livro numa reunião de bibliotecários de literatura infantil, Eleanor Cameron elogiou o processo de construção do cenário na história, dizendo que "é como se a própria [Le Guin] tivesse vivido no arquipélago." O autor David Mitchell chamou Ged de uma "soberba criação", e argumentou que ele era um mago mais fácil de se identificar do que com aqueles retratados em grandes obras de fantasia da época. De acordo com ele, personagens como Gandalf eram "variações do arquétipo de Merlin, um aristocrata branco e sábio entre feiticeiros" com pouco espaço para crescer, enquanto que Ged se desenvolveu como personagem ao longo de sua história. Mitchell também elogioi os outros personagens da história, os quais disse que pareciam possuir uma "vida interior completamente bem-pensada", apesar de serem presenças fugazes. A Encyclopedia of Science Fiction de 1995 disse que os livros da série foram considerados os melhores livros de ficção científica para crianças no período pós-Segunda Guerra Mundial.

### Como fantasia
Comentadores observaram que, em geral, os romances da série Earthsea receberam menos atenção da crítica por serem considerados literatura infantil. A própria Le Guin criticou este tratamento da literatura infantil, descrevendo-o como "sordidez chauvinista de adultos". Em 1976, o acadêmico George Slusser criticou a "classificação de publicação tola que designa a série original como 'literatura infantil'". Barbara Bucknall afirmou que "Le Guin não estava escrevendo para crianças jovens quando escreveu estas fantasias, nem para adultos. Ela estava escrevendo para 'crianças mais velhas.' Mas, em verdade, ela pode ser lida, assim como Tolkien, por crianças de dez anos e por adultos. Estas histórias são eternas, pois lidam com problemas que confrontamos em qualquer idade." Somente anos depois foi que A Wizard of Earthsea recebeu atenção de um público mais amplo. O acadêmico T.A. Shippey esteve entre os primeiros a tratar A Wizard of Earthsea como literatura séria, assumindo em sua análise do volume que ele merecia ficar ao lado das obras de C. S. Lewis e Fiódor Dostoiévski, entre outros. Margaret Atwood disse que via o livro como "um livro de fantasia para adultos", e acrescentou que o livro poderia ser categorizado tanto como ficção para jovens adultos quanto como fantsia, mas já que lidava com temas como "vida e mortalidade e quem somos enquanto seres humanos", poderia ser lido e apreciado por qualquer acima dos doze anos. A Encyclopedia of Science Fiction ecoou esta visão, diendo que o atrativo da série ia "muito além" dos jovens adultos para quem foi escrita. A enciclopédia continuou, elogiando o livro como "austero, porém vívido", e disse que a série era mais bem pensada que os livros de Nárnia, escritos por C.S. Lewis. Em sua história da fantasia, publicada em 1980, o autor Brian Attebery chamou a trilogia Earthsea de "a fantasia americana mais desafiante e rica até agora". Slusser descreveu o Earthsea cycle como uma "obra de alto estilo e imaginação", a trilogia original como um produto de "genuína visão épica". Em 1974, o crítico Robert Scholes comparou favoravelmente a obra de Le Guin a de C. S. Lewis, dizendo que "onde C. S. Lewis elaborou um conjunto de valores especificamente cristãos, Ursula Le Guin trabalha não com uma teologia, mas com uma ecologia, uma cosmologia, uma reverência pelo universo como estrutura que se auto-regula." Ele acrescentou que os três romances de de Earthsea eram um legado suficiente para qualquer pessoa deixar ao mundo. Em 2014, David Pringle chamou-o de "uma linda história — poética, emocionante e profunda".

### Reconhecimento
A Wizard of Earthsea ganhou diversos prêmios, como o Boston Globe–Horn Book Award em 1969, e foi uma das últimas obras a receber o Lewis Carroll Shelf Award dez anos depois. Em 1984, ele ganhou o Zlota Sepulka ou o "Sepulka de Ouro" na Polônia. Em 2000, a American Library Association concedeu a Le Guin o Margaret A. Edwards Award de literatura infantojuvenil. O prêmio citou seis de seus trabalhos, incluindo os primeiros quatro volumes da série Earthsea, The Left Hand of Darkness e The Beginning Place. Uma pesquisa de opinião feita em 1987 pela revista Locus classificou A Wizard of Earthsea em terceiro lugar na lista de "Melhores Romances de Fantasia de Todos os Tempos", enquanto que, em 2014, David Pringle listou-o na 39.ª posição em sua lista de 100 melhores romances na fantasia moderna.

### Influência
O livro é visto como amplamente influente dentro do gênero de fantasia. Margaret Atwood chamou-o de um dos "mananciais" da literatura de fantasia, ilustrando a influência de Le Guin sobre o gênero. A Wizard of Earthsea foi comparado a outras grandes obras de alta fantasia como O Senhor dos Anéis, de J. R. R. Tolkien, e The Wonderful Wizard of Oz, de L. Frank Baum. A ideia de que nomes podem exercer poder também está presente no filme A Viagem de Chihiro (2001), de Hayao Miyazaki; críticos também sugeriram que a ideia se originou na própria série Earthsea. O romancista David Mitchell, autor de Cloud Atlas, descreveu A Wizard of Earthsea como um forte influência sobre ele, e disse que sentia um desejo de "usar palavras com o mesmo poder que Ursula Le Guin".
Escritores modernos creditam A Wizard of Earthsea pela introdução da ideia de uma "escola de magos", que mais tarde ficaria famosa pela série de livros Harry Potter, e pela popularização do arquétipo do jovem mago, também presente em Harry Potter. Críticos também comentaram que a premissa básica de A Wizard of Earthsea — um jovem talentoso indo para uma escola de magia e se tornando inimigo de alguém de quem é próximo — também é a premissa de Harry Potter. Ged também recebe uma cicatriz de uma sombra, que dói sempre que a sombra está perto dele, assim como a cicatriz deixada por Voldemort em Harry Potter. Comentando sobre a similaridade, Le Guin disse que não tinha a sensação de ter sido "roubada" por J. K. Rowling, mas que os livros de Rowling recebiam muitos elogios por sua suposta originalidade, e que Rowling "poderia ter sido mais cortês sobre seus predecessores. Minha incredulidade  se dirigiu aos críticos que acharam o primeiro livro maravilhosamente original. Ele tem muitas virtudes, mas originalidade não é uma delas. Isso doeu."

## Temas

### Transição para a vida adulta
A Wizard of Earthsea se foca na adolescência de Ged e sua transição à vida adulta, e, juntamente com as outras duas obras da trilogia original, este livro forma uma parte do retrato dinâmico do processo de envelhecer. Juntos, os três romances acompanham Ged desde a infância até a velhice, com cada um deles também seguindo a transição de um personagem diferente à vida adulta. O romance é, frequentemente, descrito como um bildungsroman. Mike Cadden afirmou que o livro é uma história convincente "para um leitor tão jovem e, possivelmente, tão obstinado como Ged, e um leitor que, logo, identifica-se com ele". A transição de Ged à vida adulta também entrelaça-se com a jornada física que ele empreende ao longo do romance.
Ged é apresentado como orgulhoso, ainda que inseguro em diversas ocasiões: no começo de sua aprendizagem, ele acha que Ogion está zombando dele, e, mais tarde, em Roke, sente-se humilhado por Jasper. Em ambos os casos, ele crê que os outros não dão o devido valor a sua grandeza, e a narração solidária de Le Guin não contradiz esta crença de imediato. Cadden escreve que Le Guin permite aos leitoes jovens simpatizar com Ged e, apenas gradualmente, preceberem que há um preço a ser pago por suas ações, à medida que ele aprende a disciplinar seus poderes mágicos. Da mesma forma, conforme Ged inicia sua aprendizagem com Ogion, ele imagina que será ensinado aspectos misteriosos da magia, e tem visões de se transformar em outras criaturas, mas, gradualmente, percebe que as lições importantes de Ogion são aquelas sobre seu próprio eu.
A passagem no fim do romance, na qual Ged, finalmente, aceita a sombra como parte de si mesmo e é, assim, libertado de seu terror, foi destacado por críticos como um ritual de passagem. Jeanne Walker, por exemplo, escreveu que o ritual de passagem no fim servia como analogia para todo o enredo de A Wizard of Earthsea, e que o próprio enredo faz o papel de um ritual de passagem para um leitor adolescente. Walker continua, dizendo que "toda a ação de A Wizard of Earthsea (...) retrata a paulatina conscientização do herói do que significa ser um indivíduo numa sociedade e um eu em relação a poderes maiores. Muitos leitores e críticos comentaram acerca das similaridades entre o processo de amadurecimento de Ged e as ideias da psicologia jungiana. O jovem Ged tem um encontro assustador com uma criatura das sombras, a qual ele, posteriormente, percebe ser o lado negro de si mesmo. Apenas depois que reconhece isto e se une à sombra é que ele se torna uma pessoa por completo. Le Guin afirmou nunca ter lido Jung antes de escrever os romances de Earthsea.
Le Guin descreveu a transição à vida adulta como o tema principal do livro, e escreveu num ensaio de 1973 que havia escolhido este tópico porque estava escrevendo para um público adolescente. A escritora afirmou que "a transição à vida adulta (...) é um processo que me levou muito anos; eu o terminei, tanto quanto sou capaz de fazê-lo, em torno dos trinta e nove anos; então, tenho sentimentos profundos sobre ele. Assim como a maioria dos adolescentes. É a principal ocupação deles, em verdade." Ela também disse que a fantasia era o suporte mais adequado para descrever esta transição, porque explorar o subconsciente, utilizando a língua do "dia-a-dia racional", era difícil. A transição na qual focou-se Le Guin incluía não apenas o desenvolvimento psicológico, mas também mudanças morais. Ged precisa reconhecer o equilíbrio entre seu poder e sua responsabilidade de usá-lo bem, uma conscientização que vem à medida que ele viaja até a pedra de Terrenon e vê a tentação que aquele poder representa.

### Equilíbrio e temas taoístas
O mundo de Terramar é retratado como sendo baseado num delicado equilíbrio, do qual a maioria de seus habitantes está ciente, mas que é quebrado por alguém em cada um dos romances da trilogia original. Isto inclui um equilíbrio entre terra e mar (implícito no nome Terramar), e entre o povo e seu meio ambiente natural. Além do equilíbrio físico, há um equilíbrio cósmico maior, do qual todos estão cientes, e o qual magos estão incumbidos de manter. Descrevendo este aspecto de Terramar, Elizabeth Cummins escreveu: "o princípio dos poderes em equilíbrio, o reconhecimento de que cada ato afeta o eu, a sociedade, o mundo e o cosmos, é um princípio tanto físico quanto moral do mundo de fantasia de Le Guin." O conceto de equilíbrio se relaciona ao outro grande tema do romance: a transição à vida adulta, pois o conhecimento de Ged acerca das consequências de suas próprias ações para o bem ou para o mal é necessário para que ele entenda como é mantido o equilíbrio. Durante sua estada na escola em Roke, o Mestre de Mão lhe diz: 
Mas você não deve mudar uma coisa que seja, um seixo, até saber qual bem e mal resultará daquele ato. O mundo está em Equilíbrio. O poder de um mago de Mudar ou de Invocar pode abalar o equilíbrio do mundo. É perigoso, este poder. Altamente perigoso. Ele deve caminhar junto do conhecimento e servir à necessidade. Acender uma vela é lançar uma sombra.
A influência do Taoísmo na escrita de Le Guin é evidente em boa parte do livro, especialmente em sua representação do "equilíbrio". No fim do romance, Ged pode ser visto como aceitando o modo de vida taoísta, já que aprendeu a não agir a menos que absolutamente necessário. Ele também aprendeu que opostos aparentes, como luz e escuridão, ou bem e mal, são, na verdade, interdependentes. Luz e escuridão são, inclusive, imagens recorrentes dentro da história. Críticos identificaram esta crença como evidência de uma ideologia conservadora dentro da história, partilhada por muita da literatura de fantasia. Ao enfatizar a preocupação com o equilíbrio, acadêmicos argumentaram, Le Guin, essencialmente, justifica o status quo, o qual os magos empenham-se em manter. Esta tendência contrasta com a ficção científica de Le Guin, na qual a mudança é mostrada como tendo valor.
A natureza do mal humano forma um tema significante em A Wizard of Earthsea e em outros romances da série Earthsea. Assim como em outros trabalhos de Le Guin, o mal é retratado como uma má compreensão do equilíbrio da vida. Ged nasce com grande poder dentro de si, mas o orgulho que tem deste poder o leva a sua ruína; ele tenta demonstrar sua força ao trazer um espírito de volta dos mortos e, ao realizar este ato contra as leis da natureza, libera a sombra que o ataca. Slusser sugere que, embora ele seja provocado a realizar feitiços perigosos, primeiro pela garota em Gont, depois por Jasper, esta provocação existe na mente de Ged. Ele se mostra relutante em olhar para dentro de si e ver o orgulho que o leva a fazer o que faz. Quando aceita a sombra para dentro de si, Ged finalmente toma responsabilidade por suas próprias ações, e, ao aceitar sua própria mortalidade, ele é capaz de se libertar. Seu companheiro Vetch descreve o momento dizendo:
que Ged não havia ganhado ou perdido, mas, ao nomear a sombra de sua morte com seu próprio nome, se havia feito completo: um homem: que, sabendo seu verdeiro eu por inteiro, não pode ser usado ou possuído por qualquer poder além de si mesmo, e cuja vida, por essa razão, é vivida como um fim em si mesmo e nunca em serviço da ruína, ou da dor, ou do ódio, ou da escuridão.
Assim, embora haja vários poderes sombrios em Terramar (como o dragão e a pedra de Terrenon), o verdadeiro mal não era um destes poderes, ou mesmo a morte, mas as ações de Ged que iam contra o equilíbrio da vida. Embora o mal esteja presente nos livros, se trata de uma ideia não-cristã dele: o mal é uma "má compreensão da dinâmica da vida". Isto vai de encontro ao modo convencional de contar histórias do ocidente, no qual luz e escuridão são, via de regra, considerados opostos e vistos como simbolizando o bem e o mal, que estão constantemente em conflito. Em duas ocasiões distintas, Ged é tentando a desafiar a morte e o mal, mas, eventualmente, aprende que nenhum dos dois pode ser eliminado: ao invés disso, ele escolhe não servir ao mal, e deixa de negar a morte.

### Nomes verdadeiros
No universo ficcional de Le Guin, saber o nome verdadeiro de uma coisa ou de uma pessoa é ter poder sobre ela. Cada criança recebe um nome verdadeiro quando atingem a puberdade, um name que eles partilham apenas com amigos íntimos. Diversos dragões nos romances posteriores da série, como Orm Embar e Kalessin, são mostrados como vivendo abertamente com seus nomes, que não dão poder a ninguém sobre eles. Em A Wizard of Earthsea, contudo, retrata-se Ged como tendo poder sobre Yevaud. Cadden escreve que isto se dá porque Yevaud ainda tem uma fixação por riquezas e posses materiais, e, logo, é compelido pelo poder de seu nome. Magos exercem sua influência sobre o equilíbrio através do uso de nomes, deste modo ligando este tema à representação que Le Guin faz de uma equilíbrio cósmico. De acordo com Cummins, esta é a maneira de Le Guin demonstrar o poder da linguagem em moldar a realidade. Já que a linguagem é a ferramente que usamos para nos comunicar sobre o meio ambiente, ela argumenta que também permite aos seres humanos afetá-lo, e o poder dos magos de usar nomes simboliza isto. Cummins continou, fazendo um paralelo entre o uso de nomes por um mago para mudar coisas e o uso criativo de palavras na escrita ficcional. Shippey escreveu que a magia de Terramar parece funcionar através daquilo que chamou de "teoria de Rumpelstilskin", na qual nomes possuem poder. Ele argumentou que esta representação era parte do esforço de Le Guin de enfatizar o poder das palavras sobre objetos, o qual, de acordo com Shippey, vai de encontro à ideologia de outros escritores de fantasia, como James Frazer em The Golden Bough. Esmonde argumentou que cada um dos três primeiros livros da série depende de um ato de confiança. Em A Wizard of Earthsea, Vetch confia a Ged seu nome verdadeiro quando este está, emocionalmente, em seu pior momento, dando a Ged, deste modo, completo poder sobre ele. Posteriormente, Ged faz a mesma oferta a Tenar em The Tombs of Atuan, permitindo, assim, que ela aprender a confiar.

## Estilo e estrutura

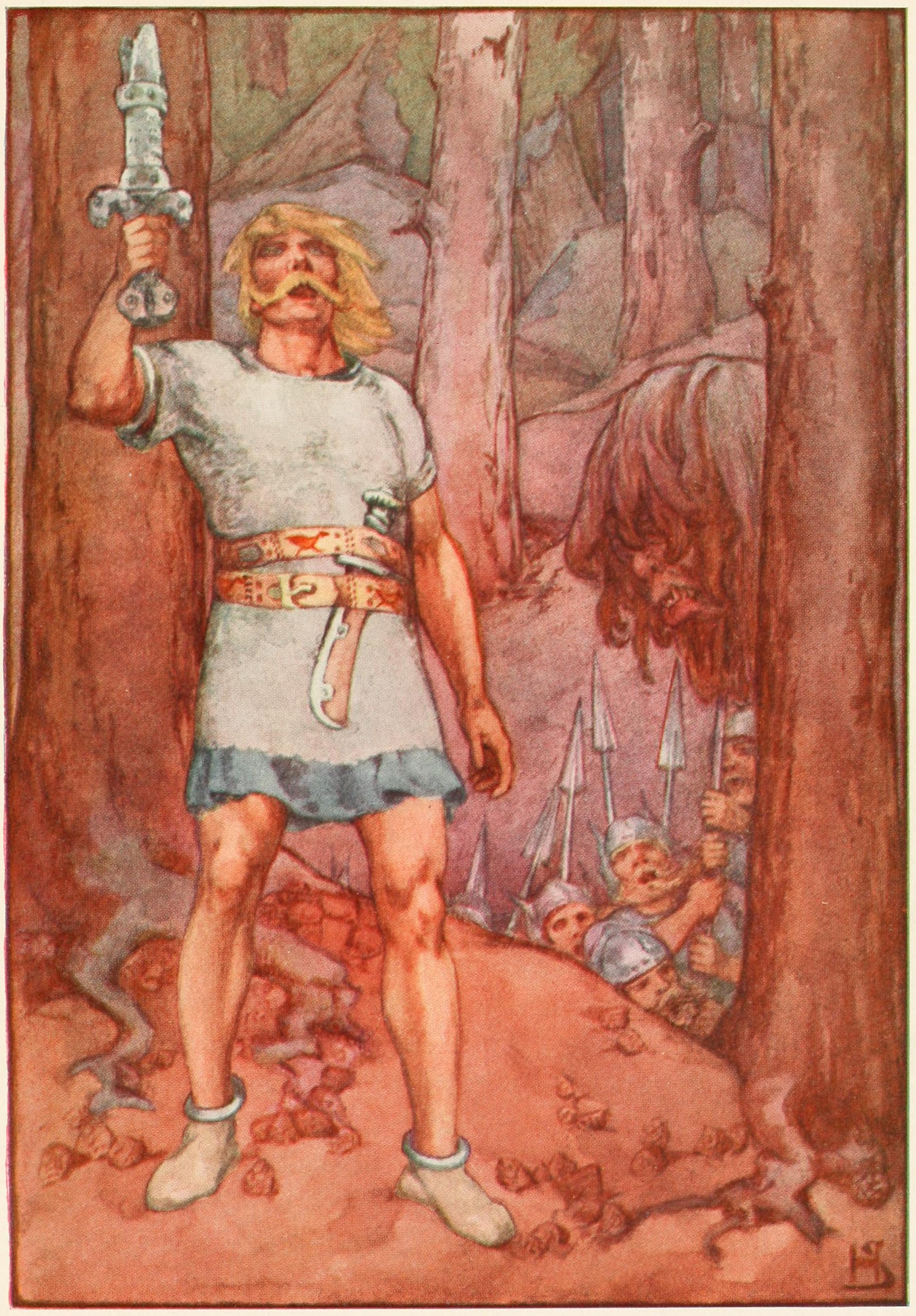
Ilustração de Beowulf

### Linguagem e tom
A Wizard of Earthsea e outros romances do Earthsea cycle diferem marcadamente das primeiras obras do Hainish cycle de Le Guin, embora tenham sido escritas em épocas similares. George Slusser descreveu os trabalhos de Earthsea como fornecendo um contrapeso ao "pessimiso excessivo" dos romances do Hainish cycle. Ele enxergou, nos primeiros, um retrato positivo da ação individual, em contraste com obras como "Vaster than Empires and More Slow". A Encyclopedia of Science Fiction disse que o livro estava permeado de uma "jovialidade séria". Discutindo o estilo de suas obras de fantasia, a própria Le Guin disse que, na fantasia, era necessário ser clara e direto com a linguagem, pois não há uma estrutura conhecida na qual a mente do leitor posso se basear.
A história, via de regra, parece assumir que os leitores estão familiarizados com a geografia e a história de Terramar, uma técnica que permitiu a Le Guin evitar a escrita expositiva: um crítico escreveu que este método "dá, ao mundo de Le Guin, as profundezas misteriosas do mundo de Tolkien, mas sem as cansativas histórias de pano de fundo e versificação". Em conformidade com a noção de um épico, a narração se alterna entre olhar o futuro de Ged e o passado de Terramar. Ao mesmo tempo, Slusser descreveu o humor do romance como "estranho e onírico", flutuando entre a realidade objetiva e os pensamentos na mente de Ged; alguns dos adversários deste são reais, enquanto outros são fantasmas. Esta ténica narrativa, a qual Cadden caracteriza como "discurso indireto livre", faz o narrador do livro parecer solidário ao protagonista, e não distancia seus pensamento do leitor.

### Mito e o gênero épico
A Wizard of Earthsea possui fortes elementos do gênero épico; por exemplo, o lugar de Ged na história de Terramar é descrito logo no início do livro da seguinte maneira: "alguns dizem que o maior, e certamente o maior viajante, foi um homem chamado Gavião, que, em seu tempo, tornou-se tanto senhor de dragões e arquimago." A história também começa com as palavras da canção "A Criação de Éa", que forma um início ritualístico para o livro. O narrador da história continua, dizendo que a canção data da juventude de Ged, estabelecendo, assim, um contexto para o restante do livro. Em comparação com muitos dos protagonistas de várias obras de Le Guin, Ged é, superficialmente, um herói típico, um mago que parte numa aventura. Críticos compararam A Wizard of Earthsea a épicos como Beowulf. A acadêmica Virginia White argumentou que a história seguiu a estrutura comum aos épicos, na qual o protagonista começa uma aventura, enfrenta provas pelo caminho e, eventualmente, retorna triunfante. White continuou, sugerindo que esta estrutura pode ser vista tanto na série como um todo, quanto nos volumes individuais.
Le Guin subverteu muitos dos arquétipos típicos dos chamados "monomitos"; todos protagonistas de sua história possuíam a pele escura, em contraste com os heróis de pele branca mais usados tradicionalmente; os antagonistas de Karg, por outro lado, tinham a pele branca, uma mudança no papel das raças que foi observada por vários críticos. Estes também citaram o uso de personagens de diversas classes sociais como uma escolha que subvertia a fantasia ocidental convencional. Ao mesmo tempo, críticos questionaram o tratamento que Le Guin deu ao gênero em A Wizard of Earthsea, e na trilogia original como um todo. Le Guin, que, posteriormente, se tornou conhecida como uma feminista, escolheu restringir o uso da magia a homens e garotos no primeiro volume da série. As primeiras recepções críticas de A Wizard of Earthsea viram o gênero de Ged como circunstancial. Por outro lado, em The Tombs of Atuan, Le Guin, intencionalmente, escreveu um romance de formação feminino, o qual, ainda assim, foi descrito como perpetuando um modelo dominado por homens na série. Tehanu (1990), publicado como o quarto volume da série dezoito anos depois do terceiro, foi descrito, tanto por Le Guin quanto por seus comentadores, como uma reinvenção feminista da série, na qual o poder e o status dos principais personagens são invertidos, e a estrutura social patriarcal é questionada. Comentando em 1993, Le Guin escreveu que ela não podia continuar [a série depois de 1972] até que tivesse "enfrentado os anjos da consciência feminista".
Vários críticos argumentaram que, ao combinar elementos do épico, do bildungsroman e da ficção infantojuvenil, Le Guin conseguiu obscurecer os limites dos gêneros convencionais. Num comentário de 1975, Francis Molson argumentou que a série deveria ser chamada de "fantasia ética", um termo que reconhecia que a história nem sempre seguia os arquétipos da fantasia heróica, e as questões morais que levantava. O termo não se tornou popular. Um raciocínio parecido foi feito pela crítica de literatura infantil Cordelia Sherman em 1985; ela argumentou que A Wizard of Earthsea e o restante da série procurava "ensinar crianças, por exemplo dramático, o que significa ser um bom adulto." 

## Adaptações
Um versão resumida e ilustrada do primeiro capítulo foi editada pela World Books no terceiro volume de Childcraft em 1989. Várias versões em aúdio do livro foram lançadas. Em 1996, a BBC Radio produziu uma versão para o rádio narrada por Judi Dench, e uma série em seis partes, adapatando os romances da série em 2015, transmitida na Radio 4 Extra. Em 2011, a obra foi produzida uma gravação integral, com voz de Robert Inglis.
Duas adaptações cinematográficas da história foram produzidas. Uma minissérie original chamado Legend of Earthsea foi trasnmitida em 2005 no Sci Fi Channel. Ela se baseia vagamente em A Wizard of Earthsea e The Tombs of Atuan. Num artigo publicado na revista Salon, Le Guin expressou forte desgosto com o resultado. Ela afirmou que, ao colocar no elenco um "rapaz branco petulante" como Ged (cuja pele era vermelho-marrom no livro) a série "realizou um processo de whitewashing em Earthsea", e ignorou sua escolha de escrever a história de um personagem não-branco, escolha esta que disse ser central para o livro. Este sentimento foi partilhado numa resenha em The Ultimate Encyclopedia of Fantasy, que disse que Legend of Earthsea não entendeu de maneira alguma a ideia dos romances de Le Guin, "arrancando toda a sutileza, nuance e beleza dos livros e inserindo, no lugar destas, clichês enfadonhos, estereótipos dolorosos e uma descabida guerra 'épica'."
Em 2006, o Studio Ghibli lançou uma adaptação da série intitulada Contos de Terramar. O filme é levemente baseado em elementos do primeiro, terceiro e quarto livros, combinados numa nova história. Le Guin comentou com desprazer sobre o processo de feitura do filme, dizendo que havia consentido com a adaptação, acreditando que o próprio Hayao Miyazaki produziria o filme, o que não foi, eventualente, o caso. Le Guin elogiou as imagens do filme, mas se desagradou com seu uso de violência. Ela também expressou descontentamento com a representação da moralidade, e, em especial, com o uso de um vilão que poderia ser morto como maneira de resolver conflitos, o que disse ser contrário à mensagem do livro. O filme dividiu, de modo geral, a opinião da crítica.